# Phare arrière d'Haszard Point
Le phare arrière d'Haszard Point (en anglais : Haszard Point Range Rear Light) est un phare d'alignement situé sur le chenal du port de Charlottetown et plus précisément à Stratford-Kinlock dans le Comté de Queens (Province de l'Île-du-Prince-Édouard), au Canada. Il fonctionne conjointement avec le phare avant d'Haszard Point.
Ce phare est géré par la Garde côtière canadienne .

## Histoire
En 1889, deux feux d'alignement ont été établies le long du chenal au sud-est du port de Charlottetown pour guider les navires vers le port.
Le phare arrière se trouve à 650 m au nord du phare avant.

## Description
Le phare est une tour pyramidale effilée en bois de 14 m de haut, avec une galerie et une lanterne rouge. La face avant de la tour est peinte en rouge, avec une large rayure noire verticale sur la ligne de gamme et les trois autres faces sont blanches. Il émet, à une hauteur focale de 46,3 m, un feu jaune continu. Sa portée nominale est de 13 milles nautiques (environ 22 km).
Identifiant : ARLHS : CAN-129 - Amirauté : H-1006.1 - NGA : 8232 - CCG : 0992 .

### Lien connexe
- Liste des phares de l'Île-du-Prince-Édouard